# マーフィーの法則

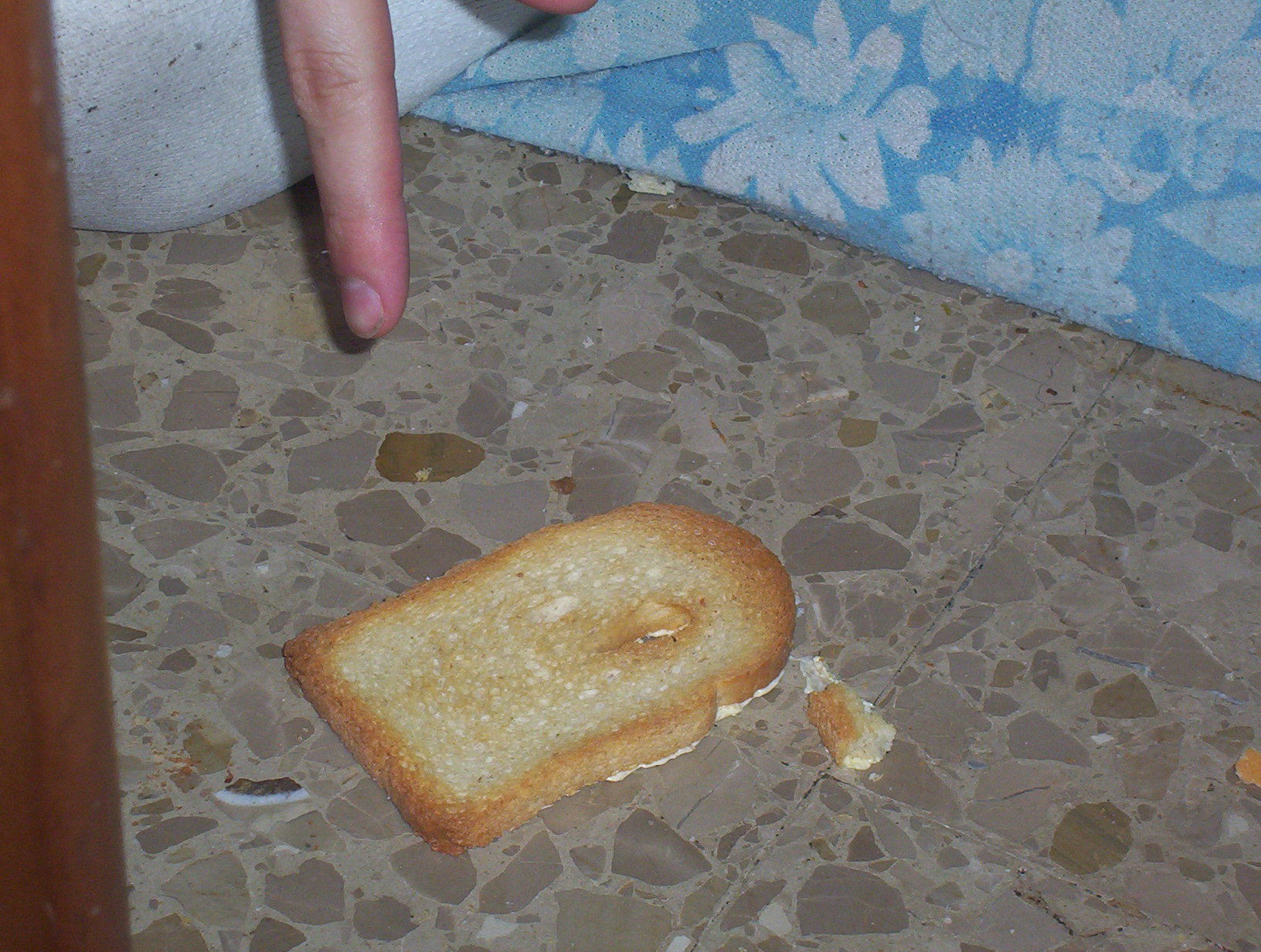
食パンを落とすと必ずバターが付いているほうが下になってしまう

マーフィーの法則（マーフィーのほうそく、英: Murphy's law）とは、「失敗する余地があるなら、失敗する」「落としたトーストがバターを塗った面を下にして着地する確率は、絨毯の値段に比例する」をはじめとした、事実か事実でないかは別として、先人たちの経験から生じた数々のユーモラスでさらに哀愁に富む経験則をまとめたユーモア及びジョーク集である。
多くはユーモアの類で笑えるものであるが、精神科医や学者の中には、「認知バイアスのサンプルとして捉えることが可能なものも少数ある」との見方もある。

## 概要

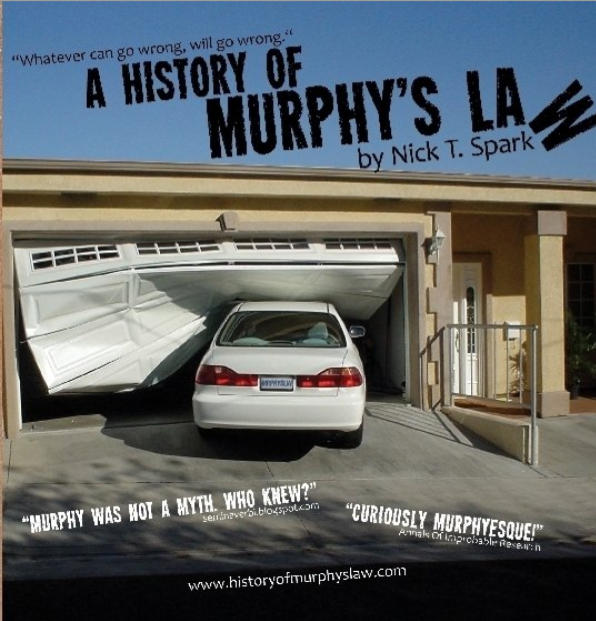
A_History_of_Murphy's_Law の表紙

マーフィーの法則とは、"If anything can go wrong, it will."（「失敗する可能性のあるものは、失敗する。」）に代表される、「経験則」や、「法則」の形式で表明したユーモア及びジョーク集である。
立教大学教授で社会学者の小池靖は、ニューソート思想のジョセフ・マーフィーの著作のパロディであると述べている。
日本でも1970年代前半に小規模な流行があり、1980年頃にはコンピュータ関係者を中心に知られるようになり、1990年代前半に広く流行した。アメリカ空軍から広まったものとされるが、後述のように原形はよく知られている形とは少々異なっている。
一面では「高価な物ほどよく壊れる」に代表されるような自虐的悲観論を具現化したものと捉えることができるが、その一方で「常に最悪の状況を想定すべし」という観念は今日、システム開発・労働災害予防・危機管理・フェイルセーフなどの分野で現実問題として重要視される考えとなっている（→「ハインリッヒの法則」を参照）。
元東邦大学医学部附属大橋病院精神神経科助教授で精神科医の高橋紳吾は、「このジョーク集には、経験法則や帰納が陥りやすい実例がある」という。
「洗車しはじめると雨が降る」という言葉に共感する人は、洗車しはじめてすぐに雨が降ったという出来事の印象を引きずっているのが原因だ（実際は洗車しても雨が降らない場合の方が多いのだが、そうしたありきたりな結果は記憶に残らないがゆえに考慮されることもない）、として、もしマーフィーの法則が正しければ、「雨を降らせたいので洗車しよう」という言葉が引き出せることになる、と高橋は主張したという。
マーフィーの法則をまとめた書籍として、『マーフィーの法則』（1993年刊）と『21世紀版　マーフィーの法則』（2007年7月刊）がある。後者は前者から優れた法則のみを残し、新法則を膨大に追加した原文（英語）併記の最新版である。

## 「マーフィーの法則」の様々な表現
英語版によると
、
"If it can happen, it will happen."
「起こる可能性のあることは、いつか実際に起こる。」
が基本精神であって、その基本的表現は
"Anything that can go wrong will go wrong."
"Everything that can possibly go wrong will go wrong."
「うまく行かなくなり得るものは何でも、うまく行かなくなる。」
「何事であれ失敗する可能性のあるものは、いずれ失敗する。」
である。歴史的には後述のように、
"If that guy has any way of making a mistake, he will."
「何か失敗に至る方法があれば、あいつはそれをやっちまう。」
があり、更にパワーアップした
"If there's more than one way to do a job, and one of those ways will result in disaster, then somebody will do it that way."
「作業の手順が複数個あって、その内破局に至るものがあるなら、誰かがそれを実行する。」
に変化した。日常生活でも
"It will start raining as soon as I start washing my car, except when I wash the car for the purpose of causing rain."
「洗車しはじめると雨が降る。雨が降って欲しくて洗車する場合を除いて。」
が知られている。
O'Tooleによる次のようなメタ法則もある。"Murphy was an optimist!"「マーフィーは楽天家だった!」

## 名称の由来
「マーフィーの法則」の「マーフィー」はエドワード・A・マーフィー・ジュニアに由来する。彼はアメリカ空軍による急減速に関する研究プロジェクト「MX-981」に関わった。
MX-981プロジェクトはこの法則の名前の原点としての伝説の他、プロジェクトリーダーのジョン・スタップ自らの志願により人体を使った実験が行われたことでも知られるように、トラブルが大きな危険につながる研究であった。
アーサー・ブロックに、ジョージ・E・ニコルズから寄せられた手紙の内容に基づく、以下のようなエピソードが伝えられている。
1949年、エンジニアのマーフィーは、空軍研究所からエドワーズ空軍基地に来て、strap transducer（加速度計）に発生した異常を調べ、ひずみゲージのブリッジにあった（誰かの）配線間違いが原因であるとつきとめた。その際に、"If there is any way to do it wrong, he will"（「いくつかの方法があって、1つが悲惨な結果に終わる方法であるとき、人はそれを選ぶ」（アスキー出版『マーフィーの法則』（1993）、p. 270 の訳文）、"he"は「間違えた誰か」を指している）と言った、という。
数週間後に、プロジェクトリーダーのジョン・スタップ少佐（当時）が、プロジェクト外の人物も含まれる場でこれについて紹介したのが、プロジェクト外にも広がったきっかけとされる。その結果、この「法則」は軍部内に広まり、各種技術雑誌から一般雑誌・新聞の話題へと広がって行った。そして1977年には『Murphy's Law and Other Reasons Why Things Go WRONG』が出版され、これは全米のベストセラーにまでなり、いまなおウェブサイトや単行本、シンクタンクなどで話題を賑わしている、というものである。

## 日本における「マーフィーの法則」の流行
日本では1970年代前半の石油ショックの頃に（後の1990年代の流行と比較して）小規模な流行があった。当時はイギリス式に「Sod's law」（ショウガナイの法則）とも呼ばれた。また、1981年の時点で『生きるにも技術がいる－人生工学の発想』にて紹介されていた例があり、1988年には『コンピュータ大辞林』で紹介されているなど、技術者など一部で知られていた。
ライターで編集者の遠藤諭は、編集長を務めた雑誌『月刊アスキー』で、ペンネームのホーテンス・S・エンドウ名で執筆していた連載記事「近代プログラマの夕」における、「マーフィーの法則の起源をめぐって」（1990年7月号）などにおいて、本法則を精力的に紹介した。1993年7月には、"The Complete Murphy's Law" の訳本『マーフィーの法則』を出版する。同書のベストセラー化で、一般にも広く知られるようになり、家庭や学校や職場や地域でも「〜の法則」遊びが流行した。なお、「〜の法則」というタイトルの本としては、作家の藤井青銅による『み〜んながやってる宇宙の法則』が1991年1月、『宇宙の法則2 3Dステレオコラム集』が1993年6月に出ており、ブームの源はひとつではない。
1994年2月2日には嘉門達夫がシングル『マーフィーの法則』を発売。その後、同年6月1日にシングル『続・マーフィーの法則』、1995年1月1日発売のアルバム「娯楽の殿堂」に『究極のマーフィーの法則』が収録、2000年8月23日にマキシシングル『ミレニアムの法則』、2003年4月23日発売のアルバム「達人伝説」には『マーフィーの法則2003』が収録されている。
1990年代の日本での流行当時は、各々未曾有の政治的・経済的転換点に見舞われ、そこからの先行きが不透明な情況であった。しかし、昨今の『サラリーマン川柳』のように客観視し笑い飛ばしている面や、畑村洋太郎の提唱・リードする「失敗知識データベース」「失敗学会」のように逆手に取って活用している側面もあった。同様な観点からの批判として、桔梗清は著書で「力動精神医学としての誘導自己暗示（療法）」を紹介している。
また、深層心理学の世界では、「法則11 ＝ 挨拶をトチリそうだと思っている人は本当にトチる」のように、人は自己暗示などによって思わぬ行動に出てしまうことがあることを多湖輝は指摘しており、青木智子もユングの「トリックスター理論」から分析を試みている。
そのほか、エリック・バーンらの交流分析やウェイン・クリッツバーグ等のアダルトチルドレンの役割類型である「クラウン（道化師）」「マスコット（なだめ役）」「ファミリーペット（甘えっ子）」等の観点から解釈している杉田峰康のグループ、さらには確率論や認知科学（ヒューリスティックス発見的方法や共変関係認知論など）から説明している増田真也等もいる。

## 「落としたトースト」の法則
ユーモアに溢れていて、マーフィーの法則の中でも特に秀逸な「法則」としてしばしば引用されるものである。
アストン大学のロバート・マシューズは「トーストの転落　マーフィーの法則と基本的定数」という論文を発表した。彼はその論文の中で通常のテーブルを使用した時ほとんどの場合にバターを塗った面が下になることを証明し、バターを塗った面を上にして着地させるためには高さ3メートル以上のテーブルを使うべきだという結論を出した。マシューズはこの功績により1996年にイグノーベル賞を受賞した。バター面が下になる確率が何に比例するのかというと、「カーペットの値段」ではなく、テーブルの高さ（や初動時バター面が上を向いている事や滑り落ち方）ということに成る。

## 「マーフィーの法則」に類するもの
「マーフィーの法則」という名が生まれたのは以上のような経緯によると言われるが、「法則」の内容自体は古くから世界中で様々な形で言われてきたものであった。
- フランスでは"La loi d'emmerdement maximum"（「くそったれの法則」）と呼ばれる注意を促す表現がある。
- "The bread never falls but on its butteredside."「食パンを落とすと必ずバターが付いているほうが下」はマーフィーの法則の中の「選択的重力の法則」の一種であって、イギリス北西部ランカシャー地方の諺。（→バター猫のパラドックス）
- 日本の諺や慣用句にも「転べばクソの上」「泣きっ面に蜂」「弱り目に祟り目」等、類似したものがある。
- 映画監督伊丹万作の随筆中に「机の面積の大きさはその使用者の地位の高さの二乗に正比例する」「机の面積の大きさは、その使用者の受け持つ事務の頻度の二乗に逆比例する」という「法則」（架空の外国人の博士による、と擬しているが、伊丹の創作）がある。
- イギリスでは、"Sod's law"[7]（「こんちきしょうの法則」）と言われ建物解体業者の常套句として使われ始めた。なお、Sodの語源はSodomiteであり、語源は『旧約聖書』に登場するソドムの住民であるが、英国俗語では、男色者、獣姦者を指す。
- 「Finagle's law フィネグルの法則」（「フィナグルの〜」とも）は、主に数学や情報科学等の広義の自然科学全般にあてはまる「マーフィーの法則」のことを言う。『アスタウンディング・サイエンスフィクション(Astounding Science Fiction Magazine)』誌1957年11月号が法則例を公募してから2年以上も投稿が殺到した。（1924年:FAINAIGUE: 「トランプカードをごまかして配る」「だます」。後者の意味では「Murphy」にもほぼ同時期（1811年）ほぼ同義の語彙（信用詐欺（をする））がある。<ジョージIV世摂政時代（1811-20）」の催眠術師でトランプゲームのブリッジの前身ホイストの名人として知られたドイツ人の名ファインナーゲル（FEINAGEL）から）

"Anything that can go wrong will go wrong - at the worst possible moment."
日本語訳「うまく行かなくなりうるものは何でも、うまく行かなくなる－しかも最悪のタイミングで」
- 「予想外の事は起こるものなので、備えておけ」。（保守・右派の政治家サッチャー）[8]。嫉妬深い大衆に媚びた官僚批判として、官僚主義は「予想のできることしか起きてはいけないとして、硬直してしまう非常に悪いところがある」。ネオ・リベラリズムとサッチャー主義については、モリッシー、ザ・スミス、スタイル・カウンシル、エルヴィス・コステロら、英国のかなりの人数のミュージシャンから厳しく批判された[9]。

## エピソード
- アメリカでは、前述の逸話が事実として広く認められており、1990年代初めには百科事典にも語源の説明として記載された。しかし、イギリスでは1990年代末になっても、著名な辞典編纂者で語源学者であるジョン・エイトなどは米軍技術者起源説に慎重な態度を崩しておらず「この呼称の起源に関する説明は典拠が疑わしい」とし、日本の代表的な大型英和辞典の最新版（2002年）の語源欄でも「Ed Murphy（米空軍大尉）にちなむとする説もあるが不詳」としている。
- 中村則之や130数年の歴史を誇るイギリスの格言・慣用句辞典の編纂者により、マーフィーの法則と『キャッチ=22』（ジョーゼフ・ヘラーの小説の題名）との共通点の多さが指摘されている。
- 「オーグ（ガ）スチンの法則」は、様々な失敗例から学ぶ方式でビジネススクールの教材にも活用されている。

「10番より古い製造番号の飛行機には絶対乗るな」（オーグスチンの航空学の基本法則）
「西暦2015年以降は航空機墜落事故はなくなる。また離陸することもなくなる。なぜならばエレクトロニクス（部品）が全重量の100％を占めるからである。」（オーグスチンの容赦のないエレクトロニクス化の法則）等々。
- 「マーフィーの法則」物理学版に次のものがある。むかつく力学（物の振る舞い）についての（ジェロルドの）法則（英語版Gerrold's Laws of Infernal Dynamics）によると、
  1. 運動している物体は、誤った方向に動いている。
  2. 静止している物体は、誤った位置にある。
  3. ある物体を正しい方向に動かす時に、またはある物体を正しい位置におく時に要求されるエネルギーは、貴方が期待するより多く、しかし遂行をさまたげる程ではない。
- 物理学者の間で言われたパウリ効果なども似た「現象」である。
- スリーマイル島原子力発電所事故に触発されたこともあり、BBNテクノロジーズ社主任研究員の人間工学者リチャードW.ピューらは、マーフィーの法則の「未知の知識領域」論とJ.ラスムッセンの認知心理学的アプローチ（ステップ・梯子モデルや致命的アクション・決定に結びつく決定要素論等）とを融合した「マーフィー図(Murphy diagram)」(1981)を開発し、大小様々なプラント等の安全設計及び事故原因解析の代表的支援ツールの1つになっている。
- 類似した意味を持つものとして「物欲センサー」というネットスラングが存在する。主にゲームなどで稀少なアイテムの入手や特定の行動の成功・失敗に確率が大きく関わってくる時、プレイヤーが成功を望めば望むほどプレイヤーの理想とはかけ離れた結果に終わりがちであるというもので、「プレイヤーの物欲を検知して望まれない結果に改竄してしまうセンサーが存在する」というジョークである。